# François Kervéadou
François-Louis-Marie Kervéadou, né le 3 mai 1910 à Guiscriff dans le Morbihan, est un évêque catholique français, évêque de Saint-Brieuc et Tréguier du 6 mars 1961 au 2 octobre 1976. Il est décédé à Malestroit le 8 janvier 1983.

## Biographie

### Prêtre
Il est ordonné prêtre le 25 juillet 1934 pour le diocèse de Vannes.

### Évêque
Nommé évêque de Saint-Brieuc et Tréguier le 19 janvier 1961, il est consacré le 6 mars de la même année par Eugène Le Bellec, alors évêque de Vannes.
Kervéadou est père conciliaire, au IIe concile œcuménique du Vatican, puis membre du conseil pour l’application de la Constitution sur la liturgie.
Il convoque un synode en 1969, qui se poursuivra en 1970 mais sans arriver à terme.
Il remet son mandat d'évêque au pape en 1976 et se retire à Malestroit, chez les Augustines. Il y meurt le 8 janvier 1983. Ses obsèques sont célébrées à la cathédrale de Saint-Brieuc le 11 janvier. Il est inhumé dans l’abbatiale de Notre-Dame de Boquen.